# Chthonerpeton exile
Chthonerpeton exile es una especie de anfibios gimnofiones de la familia Caeciliidae.
Es endémica de Brasil, al menos del estado de Bahía. 
Sus hábitats naturales incluyen bosques secos tropicales o subtropicales, ríos, pantanos, marismas de agua dulce, corrientes intermitentes de agua dulce, pastos, zonas de irrigación, tierras agrarias inundadas en algunas estaciones, canales y diques.